# Zellenberg
Zellenberg – miejscowość i gmina we Francji, w regionie Grand Est, w departamencie Górny Ren.
Według danych na rok 1990 gminę zamieszkiwały 343 osoby, a gęstość zaludnienia wynosiła 69 osób/km² (wśród 903 gmin Alzacji Zellenberg plasuje się na 565. miejscu pod względem liczby ludności, natomiast pod względem powierzchni na miejscu 492.).